# Lidia Axionov (muzicologă)
Lidia Axionov (n. 2 februarie 1916, Chișinău – d. 10 martie 1986, Chișinău) a fost o muzicologă și pedagogă moldoveancă.
În 1934, a absolvit Liceul Eparhial de Fete din Chișinău, după care Conservatorul de Muzică și Artă Dramatică „Unirea” din Chișinău în 1935 și Conservatorul George Enescu din Iași (clasa profesoarei A. Zira) în 1939.
Activează ca profesoară la Liceul de Muzică din Chișinău între anii 1940–1941. În cursul războiului (1941–1944) este redactor literar la Teatrul Unit Moldovenesc-Rus, evacuat în orașul Marî, Turkmenistan. Între 1944 și 1958 este lector superior, șef de studii, decan al facultății de interpreți a Conservatorului de Stat din Chișinău. În 1960–1962 face specializare la Conservatorul din Moscova.
În 1964, își termină teza de doctor despre creația muzicală populară din Moldova; în 1966 devine doctor conferențiar. Este prorector pentru activitatea didactică și științifică la Institutul de Arte „Gavriil Muzicescu” (azi Academia de Muzică, Teatru și Arte Plastice din Moldova) în perioada 1958–1979. Devine membră a Uniunii Compozitorilor din RSSM în 1972.
În 1972 este distinsă cu premiul „Maestru Emerit al Artei din RSSM”.